# روبرتو هرنانديز (لاعب كرة قاعدة)
روبرتو هرنانديز (بالإنجليزية: Roberto Hernández)‏ هو لاعب كرة قاعدة أمريكي، ولد في 11 نوفمبر 1964 في سان خوان في الولايات المتحدة.

## وصلات خارجية
- روبرتو هرنانديز على موقع دوري كرة القاعدة الرئيسي (الإنجليزية)
- روبرتو هرنانديز على موقعبيزبول رفرنس.كوم (الدوري الرئيسي) (الإنجليزية)
- روبرتو هرنانديز على موقعبيزبول رفرنس.كوم (الدوري الثانوي) (الإنجليزية)
- روبرتو هرنانديز على موقع إي إس بي إن.كوم (أم.أل.بي) (الإنجليزية)
- روبرتو هرنانديز على موقع مشجعي الرسوم البيانية (الإنجليزية)